# Вулиця Степана Качали (Тернопіль)
Вулиця Степана Качали — одна з вулиць міста Тернополя, розташована неподалік його історичної частини. Названа на пошану українського греко-католицького священника та громадського діяча о. Степана Качали.

## Відомості
Розпочинається від вулиці Камінної, простує до Богдана Хмельницького, на перетині з якою закінчується.
Дотичні вулиці: правобічна — Івана Франка, лівобічна — Родини Барвінських.

## Установи, організації
- Дошкільний навчальний заклад (дитячий ясла-садок) № 4 «Затишок» (вул. Качали, 1)[2]
- Тернопільський обласний інформаційно-туристичний краєзнавчий центр (ТОІТКЦ, вул. Качали, 3)[3][4]
- Тернопільський прес-клуб
- Альфа-Банк (Тернопільське відділення №1, вул. Степана Качали, 5)[5]

## Меморіальні, пам'ятні таблиці
- Станіславові Дністрянському (скульптор І. Мулярчук, архітектор С. Дирявко; 1989)[6] — на фасаді будинку № 3.
- Василеві Барвінському та Лесеві Курбасу — обидві на будинку № 5.
- На будівлі колишніх Української бурси та Гімназії товариства «Рідна школа» (будинок № 9,[7] давніше № 13[8]).